# NGC 4349
NGC 4349 is een open sterrenhoop in het sterrenbeeld Zuiderkruis. Het hemelobject werd op 30 april 1826 ontdekt door de Schotse astronoom James Dunlop.

## Synoniemen
- OCL 882
- ESO 131-SC3